# Grudaš
Grudaš (en serbe cyrillique : Грудаш) est un village de Serbie situé dans la municipalité de Žitorađa, district de Toplica. Au recensement de 2011, il comptait 223 habitants.

## Démographie
| 1948 | 1953 | 1961 | 1971 | 1981 | 1991 | 2002 | 2011 |
| ---- | ---- | ---- | ---- | ---- | ---- | ---- | ---- |
| 473  | 498  | 512  | 477  | 387  | 307  | 280  | 223  |

|  |